# Дайдзисэн
Дайдзисэн (яп. 大辞泉, «Большой источник слов/мудрости») — японский словарь общего назначения, изданный «Сёгакуканом» в 1995 и 1998 годах. Создавался как словарь «всё-в-одном» для тех, чей родной язык — японский, в частности для старшеклассников и студентов.

## История
«Сёгакукан» планировал «Дайдзисэн» как прямого конкурента популярного настольного словаря Иванами «Кодзиэн», остававшегося бестселлером в течение трёх изданий (1955, 1966, 1963). «Дайдзисэн» достиг успеха двух других конкурентов «Кодзиэна»: словарей «Дайдзирин» (1988, 1995, 2006) издательства «Сансэйдо» и «Кокуго дайдзитен» (1989, 1995) с цветными иллюстрациями от «Коданся». Все эти словари весили примерно килограмм и состояли где-то из 3000 страниц.
Первое издание «Дайдзисэна» (1995) включало свыше 220 000 статей, 6000 полноцветных иллюстраций и фотографий. Главный редактор Акира Мацумура (松村 明) также исполнял обязанности главного редактора «Дайдзирина», словаря, который напрямую конкурировал с этим. Редакторами «Дайдзисэна» также выступили Акихико Икэгами (池上 秋彦), Хироси Канэда (金田 弘) и Кадзуо Сугидзаки (杉崎 一雄). «Сёгакукан» также выпустил CD-ROM версию (1997) первого издания.
«Дополненное и исправленное» издание «Дайдзисэна» (1998) имело больше исправлений, чем дополнений: 2978 страниц, по сравнению с 2938 первого издания. Утверждается, что в обоих изданиях «свыше 220 000 заглавных слов».

## Характеристики
«Дайдзисен» и «Дайдзирин» имеют больше общего друг с другом, чем с лексикографическим руководством Мацумуры похожего названия («Великий источник/лес слов»). Эти два словаря разделяют много подходов в дизайне и наполнении. Оба располагают дефиниции в порядке частоты их употребления («Словарь американского наследия»), в отличие от традиции «Кодзиэна» располагать по древним записанными толкованиями (как «Оксфордский словарь английского языка»). Сравним соответственно их определения hyōsetsu (剽窃 «плагиат»).
- «„Дайдзирин“»: 他人の作品・学説などを自分のものとして発表すること。 «Взятие работы, теории и т. п другого человека и публикация их как своих».
- «„Дайдзисен“»: 他人の作品や論文を盗んで、自分のものとして発表すること。 «Кража работы или произведения другого человека и публикация их как своих».

Некоторые сходства между этими словарями очевидны: во втором издании «Дайдзирина» (1995) Мацумуры добавилось определённое число полноцветных иллюстраций, включая таблицу со 168 названиями цветов (色の名), а в «Дайдзисене» (1995) появилась таблица на 358 цветов (カラーチャート色名).
«Дайдзисен» не полностью подражает «Дайдзирину» и имеет некоторые заметные отличия. Среди усовершенствований «Дайдзисена» — визуально привлекательный дизайн, более современные примеры употребления и некоторые вспомогательные свойства макета. Например, специальные колонки указывают на примечания употребление для таких тем, как синонимы, суффиксы и даже нетипичное чтение кандзи (名のり нанори, «специальное чтение имен» и нандоку 難読 «сложное прочтение»).

## Публикации

### Печатные издания
- Первое издание (1995-12-01)

- Исправленное издание (1998-?-?)

- Второе издание (2012-11-02)

### Онлайн-поисковики
Содержание «Дайдзисена» было использовано в других сайтах-словарях, таких, как:
- Yahoo! Jisho (Yahoo!辞書)
- goo Jisho (goo辞書)
- kotobank (デジタル大辞泉)

Версии базы данных обозначаются апрелем, августом и декабрем каждого года, обновления выпускаются примерно каждые четыре месяца.

### Электронные версии
- DVD-издание: Включило в себя второе издание печатной книги.

- Версия 1.00 (2012-11-02)
- Версия 2.00 (2013-10-03)
- Версия 3.00 (2014-10-08)
- Версия 4.00 (2015-11-26)

- Версии для загрузки: доступны для au Smart Pass, Android, iOS, Windows. Версии базы данных и график обновления такие же, как и в версиях онлайн-поисковиков.

## Рецензии
Японский лексикограф Том Галли (1999) анализирует «Дайдзисен» следующим образом:
«Этот словарь во многих аспектах кажется клоном „Дайдзирина“. Не только потому, что один и тот же профессор Токийского университета указан как редактор — хотя важно отметить, что имена, которые появляются на обложках японских словарей, часто мало относятся к людям, которые на самом деле выполняли работу; примером может служили „Кодзиэн“: даже новейшие издания подают редактором одного Симмуру Идзуру 新村出, который умер ещё в 1967 — но и потому, что толкования в „Дайдзисене“ точно следуют за толкованиями „Дайдзирина“. Он также повторяет практику „Дайдзирина“ ставить современные значения первыми в определениях. Я заметил две главных отличия: „Дайдзисен“ имеет цветные изображения, тогда как „Дайдзирин“ использует линейные рисунки — удивительно очевидное различие — и что примеры употребления предложений и выражений в „Дайдзисене“ более часто обращаются к живой речи, чем к цитированию классической литературы. Благодаря последнему я сначала берусь за „Дайдзисен“, когда пишу на японском и хочу проверить, как слова используются в контексте». 

каталогизатор Библиограф и Ясуко Макино (2002) описывает «Дайдзисен» так:
В этом простом для использования словаре объединились более 220,00 слов, включая архаизмы, технические термины, географические названия, имена и другие собственными названиями, однако с акцентом на современных словах.

Многочисленные примеры употребления, объяснение тонких отличий каждого слова в употреблении, обильный перечень синонимов и 6,000 полноцветных иллюстраций — лишь несколько его сильных сторон. Одной из уникальных характеристик этого словаря — список последних элементов, который функционирует как словарь обратного порядка. Содержит детальные цветные таблицы. Может служить как kokugo jiten [китайско-японский словарь кандзи], kogo jiten [классический японский словарь], katakanago jiten [словарь заимствований катаканой] и энциклопедия.
Описание перекликается с аннотацией «Сэгакукан», «Дайдзисен» — это «все-в-одном, многофункциональный словарь».

## Маркетинг
Реклама «Дайдзисена» (あなたの言葉を辞書に載せよう。) стала финалистом ACC в 2014 на 54-м Фестивале ACC CM в номинации интерактивности.